# Maury (Pirenéus Orientais)
Maury é uma comuna francesa na região administrativa da Occitânia, no departamento dos Pirenéus Orientais. Estende-se por uma área de 34.63 km², com 792 habitantes, segundo o censo de 2018, com uma densidade de 23 hab/km².